# Pir (sufismo)
Pir (em persa: پیر‎‎ significa "ancião") é um título dum mestre sufi ou guia espiritual. Também são chamados Hazrat ou Xeque, o qual é a palavra árabe para ancião. No sufismo o papel do Pir é o de guiar e instruir os seus discípulos no caminho sufi. Isto é feito geralmente por lições (chamadas Suhbas) e aconselhamento individual. Outras palavras para referir-se a um Pir são Murxide (em árabe: مرشد, lit. 'guia, professor') e Sarcar (palavra persa que significa mestre). No alevismo, os Pires são considerados descendentes directos de Ali.
Um Pir geralmente tem autorização para ser professor para um (ou mais) tariqahes. Um Tariqah pode ter mais dum Pir ao mesmo tempo. Um Pir tem reconhecido o seu estatuto pelo seu Xeque pelo caminho do Califado (Khilafat ou Khilafah, palavra árabe que significa sucessão). O Khilafat é o processo pelo qual o Xeque identifica um dos seus discípulos como seu sucessor (califa). Um Pir pode ter mais do que um califa.